# یوتا ذات‌الکرسی
یوتا ذات‌الکرسی یک ستاره است که در صورت فلکی ذات‌الکرسی قرار دارد.